# Karl Georg Egel
Karl Georg Egel (* 8. Dezember 1919 in Briest, Landkreis Angermünde; † 13. Februar 1995 in Berlin) war ein deutscher Schriftsteller. Er wurde vor allem durch seine Hörspiele und Drehbücher bekannt.

## Leben
Egel, Sohn eines Pfarrers, machte in Berlin das Abitur und studierte dort von 1938 bis 1942 Medizin. 1944 wurde er zum Dr. med. promoviert. Im Zweiten Weltkrieg geriet er am 7. Februar 1945 als Assistenzarzt im Grenadier-Regiment 982 in der Eifel in britische Kriegsgefangenschaft. Bis 1946 war er im Lager Ascot inhaftiert, wo er an Sendungen der BBC für deutsche Kriegsgefangene mitarbeitete, anschließend war er beim NWDR in Köln und Hamburg und beim BR in München journalistisch tätig. Anfang 1948 entging Egel einer Verhaftung aufgrund des Verdachts nachrichtendienstlicher Tätigkeit für die sowjetische GRU durch seine Flucht nach Ost-Berlin. Dort war er zunächst Mitarbeiter des Berliner Rundfunks, dann erster Redaktionsleiter des Deutschlandsenders und von 1950 bis 1952 wissenschaftlicher Mitarbeiter am Sozialhygienischen Institut der Humboldt-Universität.
Seine schriftstellerische Tätigkeit hatte Egel nach Kriegsende mit politischen Hörspielen wie Das vergessene Land (1946), Nie wieder Krieg? (1948) und Dresden: Untergang und Auferstehung einer Stadt (1949, gemeinsam mit Maximilian Scheer) begonnen. Sein 1950 gesendetes Hörspiel Hauptbuch der Solvays arbeitete er anschließend mit Richard Groschopp in sein erstes Filmdrehbuch Geheimakten Solvay um. Der DEFA-Film entstand 1952 unter der Regie von Martin Hellberg. Im Juli 1952 gründete Egel gemeinsam mit Kurt Stern, Alexander Graf Stenbock-Fermor und Paul Wiens die Sektion Film im Deutschen Schriftstellerverband. Von 1953 bis 1956 war Egel als Nachfolger Hans-Robert Bortfeldts Chefdramaturg der DEFA. Seit 1956 arbeitete er als freischaffender Schriftsteller. Neben weiterer Drehbucharbeit für Film und Fernsehen lehrte er auch an der Deutschen Hochschule für Filmkunst in Babelsberg.
In der zweiten Hälfte der 1950er Jahre schrieb Egel (teilweise gemeinsam mit Paul Wiens) die Drehbücher zu vier Filmen von Konrad Wolf. In Zusammenarbeit mit Wolf und Wiens entstand unter anderem 1958 der Film Sonnensucher, der den Uranbergbau der SAG Wismut im Jahr 1950 behandelt und aufgrund eines Einspruchs der sowjetischen Regierung erst im Sommer 1971 uraufgeführt werden konnte. Der 1960 uraufgeführte Film Leute mit Flügeln behandelt die Bemühungen um den Aufbau der DDR-Flugzeugindustrie und wurde später, nach der kompletten Einstellung dieser Bemühungen, nicht mehr aufgeführt.
Auch mit Konrad Wolfs Bruder Markus war Egel befreundet und übernahm gelegentliche Auftragsarbeiten für das Ministerium für Staatssicherheit. So entstand Ende der 1960er Jahre der Fernsehfünfteiler Ich – Axel Caesar Springer unter Mitwirkung der Stasi. Anfang der 1970er Jahre hatte Egel, der als IM „Engel“ geführt wurde, den Kontakt zwischen Markus Wolf und Bernt Engelmann hergestellt, der zu Materiallieferungen des MfS für die Sachbücher Engelmanns führen sollte.
Egels wohl erfolgreichster Film war seine Adaption von Erik Neutschs Romanbestseller Spur der Steine. Ironischerweise wurde der 1965 unter der Regie von Frank Beyer entstandene Film im Juli 1966 nach nur drei Tagen Kinoeinsatz verboten und konnte sich erst nach der Wende sein Kinopublikum erobern. Bereits vorher von den ideologischen Nachwehen des XI. ZK-Plenums betroffen war Egels populärer Fernseh-Fünfteiler Dr. Schlüter mit Otto Mellies in der Titelrolle: Während die ersten vier Teile unbeanstandet Anfang Dezember 1965 im Fernsehen liefen, wurde Teil 5 erst nach Umarbeitungen Ende März 1966 gesendet. Nach Spur der Steine arbeitete Egel fast ausschließlich für das Fernsehen; seine einzige Kinoarbeit in dieser Zeit war 1978 die Komödie Anton der Zauberer unter der Regie von Günter Reisch, die in der DDR ein großer Kinoerfolg wurde.
Egel wurde 1956 der FDGB-Literaturpreis verliehen; später erhielt er dreimal, jeweils im Kollektiv, den Nationalpreis der DDR: 1959 (II. Klasse für Das Lied der Matrosen), 1966 (II. Klasse für Dr. Schlüter) und 1970 (III. Klasse für Ich – Axel Caesar Springer). 1969 wurde er mit dem Orden Banner der Arbeit ausgezeichnet, 1979 wiederum im Kollektiv mit dem Heinrich-Greif-Preis (I. Klasse für Anton der Zauberer) und schließlich zweimal mit dem Vaterländischen Verdienstorden (1980 in Silber, 1985 in Gold). Seit 1969 war Egel ordentliches Mitglied der Akademie der Künste der DDR.
Sein schriftlicher Nachlass befindet sich im Archiv der Akademie der Künste in Berlin.

## Hörspiele
- 1946: Das vergessene Land (Erstsendung: NWDR, September 1946)
- 1948: Nie wieder Krieg? (Erstsendung: Dezember 1948)
- 1949: Dresden. Untergang und Auferstehung einer Stadt (Erstsendung: 1949)
- 1949: Und Berge werden versetzt / Frieden (mit Maximilian Scheer; Erstsendung: 24. Januar 1950)
- 1950: Hiroshima – Fünf Jahre danach (Erstsendung: 17. August 1950)
- 1950: Das Hauptbuch der Solvays – Ein dokumentarisches Hörspiel. Regie: Gottfried Herrmann (Erstsendung: 12. Dezember 1950)
- 1951: Einer von unseren Tagen (Erstsendung: 13. April 1951)
- 1951: Das Lied von Helgoland (mit Peter Martin Lampel; Erstsendung: 4. September 1951)
- 1951: Wir wählen Deutschland (Erstsendung: 1951)
- 1951: Dr. Lienhardt benimmt sich sonderbar (Erstsendung: 1952)
- 1955: Die Genesung (3 Teile; mit Paul Wiens; Erstsendung: 7. Dezember 1957)[9]

## Filmografie
- 1953: Geheimakten Solvay – Regie: Martin Hellberg (mit Richard Groschopp)
- 1954: Gefährliche Fracht – Regie: Gustav von Wangenheim (mit Kurt Bortfeldt)
- 1956: Genesung – Regie: Konrad Wolf (mit Paul Wiens)
- 1958: Sonnensucher – Regie: Konrad Wolf (mit Paul Wiens)
- 1958: Das Lied der Matrosen – Regie: Kurt Maetzig und Günter Reisch (mit Paul Wiens)
- 1960: Leute mit Flügeln – Regie: Konrad Wolf (mit Paul Wiens)
- 1961: Professor Mamlock – Regie: Konrad Wolf (mit Konrad Wolf)
- 1962: Josef und alle seine Brüder (Fernsehfilm) – Regie: Erwin Stranka (mit Wolfgang Kohlhaase)
- 1963: Sonntagsfahrer – Regie: Gerhard Klein (mit Wolfgang Kohlhaase)
- 1963: Döring sagt, wie’s ist (TV) – Regie: Helmut Krätzig (mit Harri Czepuck) [Buchausgabe 1967 unter dem Titel Der Tod kam auf der Autobahn. Ein Bericht vom Leben und Sterben eines Bundestagsabgeordneten nach Dokumenten und Tagebuchnotizen]
- 1965: Der Nachfolger (TV) – Regie: Ingrid Sander (mit Ingrid Sander)
- 1965/66: Dr. Schlüter (TV, 5 Teile) – Regie: Achim Hübner (mit Achim Hübner)
- 1966: Spur der Steine – Regie: Frank Beyer
- 1967–1970: Ich – Axel Caesar Springer (TV, 5 Teile) – Regie: Helmut Krätzig, Ingrid Sander, Achim Hübner (mit Harri Czepuck)
- 1967: Begegnungen (TV, 5 Teile) – Regie: Georg Leopold und Konrad Petzold (mit Rudolf Kranhold)
- 1974: Spätsaison (TV, 3 Teile) – Regie: Edgar Kaufmann
- 1975: Goldene Zeiten – feine Leute (TV, 2 Teile) – Regie: Kurt Veth
- 1976: Sein letzter Fall (TV, 2 Teile) – Regie: Kurt Veth (mit Kurt Veth)
- 1977: Das Verhör (TV) – Regie: Joachim Kunert (mit Oskar Kurganow)
- 1978: Anton der Zauberer – Regie: Günter Reisch (mit Günter Reisch)
- 1988: Vera – Der schwere Weg der Erkenntnis (TV, 3 Teile) – Regie: Horst Seemann (mit Horst Seemann)